# On the Sunny Side of the Street
On the sunny side of the street est une chanson populaire dont la mélodie a été composée par Jimmy McHugh et les paroles par Dorothy Fields. Elle est composée pour le spectacle International Revue de Lew Leslie qui a eu lieu en février 1930 à New York. Cette composition est devenue un standard de jazz.

## Enregistrements notables
Les reprises remontent à 1930, lorsque Layton & Johnstone ont sorti le morceau chez Columbia.
La chanson a été enregistrée par Billie Holiday, Bing Crosby (le 21 janvier 1946, avec Lionel Hampton) , Dinah Washington, Ella Fitzgerald, Ted Lewis, Judy Garland, Doris Day, Brenda Lee (1961), Frankie Laine, Keely Smith, Nat King Cole, Jo Stafford avec The Pied Pipers (un succès classé n°17 en 1945), Frank Sinatra, Willie Nelson, Jon Batiste et Rod Stewart.
Le titre a aussi été interprété par Fats Waller, Louis Armstrong, Dave Brubeck, Earl Hines, Benny Goodman, Lionel Hampton, Erroll Garner, Dizzy Gillespie, Art Tatum, James Booker, Count Basie , Lester Young, Oscar Peterson, Sonny Rollins, et dans des versions jazz manouche par Django Reinhardt, Coco Briaval.
La version de Louis Armstrong a été enregistrée en do majeur, mais le morceau a été enregistré dans diverses tonalités ; Ted Lewis l'a enregistré en ré majeur et Ella Fitzgerald en sol majeur.
L'arrangement probablement le plus populaire était celui de Tommy Dorsey et The Sentimentalists, qui a connu un succès dans les charts en 1945, atteignant la 16e place.

## Dans la culture populaire
La chanson a été mise en vedette dans le film JFK en 1991 , dans le film Le Père de la mariée 2 en 1995, dans un épisode de la sitcom Frasier  et dans le quatrième épisode de la quatrième saison de Bienvenue en Alaska , en 1992 .
Elle a également été utilisée dans le quatorzième épisode de la troisième saison de Cheers , en 1985 , où plusieurs personnages chantent chacun une partie de la chanson l'un après l'autre, comme par contagion, après s'être croisés.